# 埃斯卡帕達角
61°17′S 54°14′W / 61.283°S 54.233°W
埃斯卡帕達角（Escarpada Point），是南極洲的海岬，位於南設得蘭群島的克拉倫斯島西南端，處於欽斯特拉普灣西南面6公里，由阿根廷政府命名，現時由南極條約體系管理。